# Fredrikstad Fotballklubb 1982
Questa voce raccoglie le informazioni riguardanti il Fredrikstad Fotballklubb nelle competizioni ufficiali della stagione 1982.

## Rosa
| N. |                        | Ruolo | Calciatore           |
| -- | ---------------------- | ----- | -------------------- |
|    | Norvegia (bandiera)    | P     | Frode Holstad Hansen |
|    | Norvegia (bandiera)    | D     | Per Egil Ahlsen      |
|    | Norvegia (bandiera)    | D     | Kai Erik Herlovsen   |
|    | Norvegia (bandiera)    | D     | Rino Nilsen          |
|    | Norvegia (bandiera)    | D     | Lars Sørlie          |
|    | Norvegia (bandiera)    | D     | Tommy Warchol        |
|    | Norvegia (bandiera)    | C     | Atle Kristoffersen   |
|    | Inghilterra (bandiera) | C     | Robert Hodge         |

| N. |                      | Ruolo | Calciatore          |
| -- | -------------------- | ----- | ------------------- |
|    | Norvegia (bandiera)  | C     | Vidar Hansen        |
|    | Norvegia (bandiera)  | C     | Espen Engebretsen   |
|    | Norvegia (bandiera)  | C     | Tom Espen Fingarsen |
|    | Norvegia (bandiera)  | A     | Jørn Andersen       |
|    | Norvegia (bandiera)  | A     | Jan Erik Audsen     |
|    | Norvegia (bandiera)  | A     | Reidar Lund         |
|    | Danimarca (bandiera) | A     | Michael Vesterskov  |
|    | Norvegia (bandiera)  | A     | Steinar Mathisen    |

## Risultati

### Campionato

#### Girone di andata
| Fredrikstad 25 aprile 1982 | Fredrikstad | 2 – 0 | Viking | Fredrikstad Stadion |

| Narvik 2 maggio 1982 | Rosenborg | 2 – 2 | Fredrikstad | Narvik Stadion |

| Kristiansand 9 maggio 1982 | Start | 1 – 0 | Fredrikstad | Kristiansand Stadion |

| Haugesund 16 maggio 1982 | Fredrikstad | 2 – 1 | Sogndal | Haugesund Stadion |

| Halden 20 maggio 1982 | HamKam | 3 – 4 | Fredrikstad | Halden Stadion |

| Fredrikstad 24 maggio 1982 | Fredrikstad | 1 – 2 | Lillestrøm | Fredrikstad Stadion |

| Tønsberg 31 maggio 1982 | Bryne | 2 – 0 | Fredrikstad | Tønsberg Stadion |

| Fredrikstad 6 giugno 1982 | Fredrikstad | 1 – 1 | Moss | Fredrikstad Stadion |

| Nedre Eiker 13 giugno 1982 | Mjøndalen | 2 – 0 | Fredrikstad | Nedre Eiker Stadion |

| Fredrikstad 27 giugno 1982 | Fredrikstad | 2 – 1 | Molde | Fredrikstad Stadion |

| Oslo 30 giugno 1982 | Vålerengen | 1 – 0 | Fredrikstad | Ullevaal Stadion |

#### Girone di ritorno
| Stavanger 2 agosto 1982 | Viking | 2 – 0 | Fredrikstad | Stavanger Stadion |

| Fredrikstad 8 agosto 1982 | Fredrikstad | 1 – 1 | Rosenborg | Fredrikstad Stadion |

| Haugesund 15 agosto 1982 | Fredrikstad | 0 – 0 | Start | Haugesund Stadion |

| Sogndal 18 agosto 1982 | Sogndal | 2 – 2 | Fredrikstad | Fosshaugane Campus |

| Fredrikstad 22 agosto 1982 | Fredrikstad | 0 – 1 | HamKam | Fredrikstad Stadion |

| Lillestrøm 29 agosto 1982 | Lillestrøm | 4 – 0 | Fredrikstad | Åråsen Stadion |

| Fredrikstad 5 settembre 1982 | Fredrikstad | 1 – 1 | Bryne | Fredrikstad Stadion |

| Moss 12 settembre 1982 | Moss | 0 – 0 | Fredrikstad | Melløs Stadion |

| Fredrikstad 26 settembre 1982 | Fredrikstad | 4 – 2 | Mjøndalen | Fredrikstad Stadion |

| Porsgrunn 3 ottobre 1982 | Molde | 0 – 0 | Fredrikstad | Pors Stadion |

| Fredrikstad 10 ottobre 1982 | Fredrikstad | 0 – 2 | Vålerengen | Fredrikstad Stadion |

#### Qualificazioni per la 1. divisjon 1983
|  | Fredrikstad | 2 – 3 | Eik-Tønsberg |  |

|  | Steinkjer | 1 – 3 | Fredrikstad |  |

### Coppa di Norvegia
|  | Fredrikstad | 5 – 0 | Navestad |  |

|  | Sprint-Jeløy | 0 – 4 | Fredrikstad |  |

|  | Fredrikstad | 3 – 2 | Eik-Tønsberg |  |

|  | Fredrikstad | 4 – 1 | Skarbøvik |  |

|  | Molde | 2 – 1 (d.t.s.) | Fredrikstad |  |